# 温彻顿中学
温彻顿中学（英文：The Winchendon School）创建于1926年，是位于美国马萨诸塞州的一所私立寄宿高中。它坐落于温彻顿镇，位于马塞诸塞州伍斯特，毗邻新罕布什尔州，距波士顿100公里左右。学校的250名学生来自美国13个州和世界上的18个国家。

## 建校理念
1926年，学校创始者劳埃德·哈维·哈奇设想建立一所专注于小班化教育和个人关注度的学校。哈奇先生相信他的理念能促使学生达到更大的成就。他的方法确保学生更有效地获取知识和技能。84年后，学校的使命在折射出21世纪的机遇和现状的同时，依然建立于哈奇先生永不过时的理念。温彻顿中学，一所男女混合的多元化集体，帮助学生塑造良好个性，提供学生必要的学习方法与技巧，以促使每个学生实现学术成就。

## 引用
1. ↑  http://www.winchendon.org/about-us/winch-at-a-glance/%5B%5D